# Такома-Парк
Такома-Парк (англ.  Takoma Park ) — город в округе Монтгомери в штате Мэриленд США.

## Описание
Находится в центральном Мэриленде, на ручье Слайго-Крик. Он был основан в 1883 году застройщиком Бенджамином Ф. Гилбертом вдоль железнодорожных путей Балтимора и Огайо как северная жилая застройка для Вашингтона, округ Колумбия. Адвентисты седьмого дня прибыли в 1900-х годах и сделали город своей штаб-квартирой (позже переехали в соседний Силвер-Спринг). Они основали Вашингтонский учебный институт (ныне Колумбийский юнион-колледж), санаторий (ныне Вашингтонская Адвентистская Больница) и другие учреждения. Кампус Такома-Парк колледжа Монтгомери был открыт в 1950 году. Инкорпорирован как таун с 1890 года; как сити с 1948 года. Население в 2000 году — 17 299; в 2010 году — 16 715.

## Население
| 2010   | 2017    | 2019    | 2020    |
| ------ | ------- | ------- | ------- |
| 16 715 | ↗17 885 | ↘17 672 | ↘17 629 |